# Sedegliano
Sedegliano (in furlanischer Sprache: Sedean) ist eine nordostitalienische Gemeinde (comune) mit 3684 Einwohnern (Stand 31. Dezember 2023) in der Region Friaul-Julisch Venetien. Sedegliano grenzt an die Gemeinden Codroipo, Coseano, Flaibano, Mereto di Tomba, San Giorgio della Richinvelda, San Martino al Tagliamento und Valvasone. Einen Teil der Gemeindegrenze bildet der Fluss Tagliamento.

## Persönlichkeiten
- Massimo Donati (* 1981), Fußballspieler (Mittelfeld)
- Raffaele Nogaro (* 1933), Altbischof von Caserta (im Ortsteil Gradisca geboren)

## Verkehr
Durch die Gemeinde führt die frühere Strada Statale 463 del Tagliamento (heute eine Regionalstraße) von Gemona del Friuli nach Portogruaro.